# Баранов, Василий Александрович
Васи́лий Алекса́ндрович Бара́нов (1896—1978) — советский врач-хирург, деятель здравоохранения, Заслуженный врач Карело-Финской ССР (1943), Заслуженный врач РСФСР (1958), Почётный гражданин Петрозаводска (1973).

## Биография
Родился в семье санитара пудожской городской больницы.
В 1915 году окончил Петрозаводскую фельдшерско-акушерскую школу, работал фельдшером в деревне Ундозеро в Пудожском уезде.
Участник Первой мировой войны: служил фельдшером в отдельном самокатном батальоне.
С января 1918 года — фельдшер Петрозаводской городской больницы.
С 1927 года, после окончания Ленинградского института медицинских знаний, работал врачом-интерном, ординатором, заведующим травматологическим отделением Петрозаводской городской больницы.
В годы Великой Отечественной войны — заведующий хирургического отделения Беломорской городской больницы.
В 1945—1950 годах — главный врач Петрозаводской хирургической лечебницы имени М. Д. Иссерсона.
В 1951—1955 гг. — главный врач республиканской больницы Карело-Финской ССР (с 1956 года — Карельской АССР).
В 1955—1967 гг. — главный врач больницы Министерства здравоохранения КАССР, главный хирург Министерства здравоохранения Карельской АССР.
Избирался депутатом Верховного Совета Карельской АССР, Верховного Совета Карело-Финской ССР.
Был председателем научного общества врачей-хирургов Карельской АССР, членом правления Всесоюзного общества хирургов.
Был награждён орденами Ленина и «Знак почета»; медалями «За боевые заслуги», «За доблестный труд в Великой Отечественной войны», «За доблестный труд в ознаменование 100-летия со дня рождения В. И. Ленина».
Похоронен на Сулажгорском кладбище Петрозаводска

## Память
В 1979 году имя В. А. Баранова присвоено Республиканской больнице.
В 2018 г. сквер возле больницы назван в честь Василия Баранова.